# Down for the Count (disc)
Down for the Count és el vuitè disc d'estudi de Y&T.

## Llista de cançons
1. In the Name of Rock - 5:32
2. All American Boy - 2:24
3. Anytime At All - 4:32
4. Anything for Money - 3:22
5. Face Like an Angel - 4:36
6. Summertime Girls - 3:28
7. Looks Like Trouble - 4:07
8. Your Mama Don't Dance - 2:50
9. Don't Tell Me What to Wear - 4:02
10. Hands of Time - 6:11

## Músics
- Dave Meniketti - veu i guitarra
- Randy Nichols - teclats
- John Nymann - veus
- Steffen Presley - teclats
- Claude Schnell - teclats
- Bill Costa - veus
- Joey Alves - guitarra i veus
- Leonard Haze - bateria i percussió
- Phil Kennemore - baix i veus